# Sunshine Acres
Sunshine Acres és una concentració de població designada pel cens dels Estats Units a l'estat de Florida. Segons el cens del 2000 tenia 827 habitants.

## Demografia
Segons el cens del 2000, Sunshine Acres tenia 827 habitants, 242 habitatges, i 214 famílies. La densitat de població era de 310 habitants/km².
Dels 242 habitatges en un 44,2% hi vivien nens de menys de 18 anys, en un 79,3% hi vivien parelles casades, en un 5,8% dones solteres, i en un 11,2% no eren unitats familiars. En el 6,6% dels habitatges hi vivien persones soles el 2,1% de les quals corresponia a persones de 65 anys o més que vivien soles. El nombre mitjà de persones vivint en cada habitatge era de 3,38 i el nombre mitjà de persones que vivien en cada família era de 3,56.
Per edats la població es repartia de la següent manera: un 30,2% tenia menys de 18 anys, un 5,2% entre 18 i 24, un 25,5% entre 25 i 44, un 29,1% de 45 a 60 i un 9,9% 65 anys o més.
L'edat mediana era de 39 anys. Per cada 100 dones de 18 o més anys hi havia 106,8 homes.
La renda mediana per habitatge era de 70.375 $ i la renda mediana per família de 71.625 $. Els homes tenien una renda mediana de 51.927 $ mentre que les dones 19.865 $. La renda per capita de la població era de 27.074 $. Cap de les famílies i el 4,3% de la població estaven per davall del llindar de pobresa.

## Poblacions més properes
El següent diagrama mostra les poblacions més properes.